# أوبري هنري سميث
أوبري هنري سميث (بالإنجليزية: Aubrey Henry Smith) هو محامي أمريكي، ولد في 1814، وتوفي في 1891.